# Hett om öronen
Hett om öronen (engelska: Hanky Panky) är en komedifilm från 1982 i regi av Sidney Poitier. I huvudrollerna ses Gene Wilder och Gilda Radner, vilka inledde en relation under inspelningen och senare gifte sig.

## Rollista i urval
- Gene Wilder - Michael Jordon
- Gilda Radner - Kate Hellman
- Richard Widmark - Ransom
- Kathleen Quinlan - Janet Dunn
- Robert Prosky - Hiram Calder